# 法悟
法悟，辽朝僧人。
辽道宗时，法悟主持中京报恩寺，为佛经《释摩诃衍论》作义疏。十年成书五卷，上呈辽道宗。于是赐名赞玄疏，命太保燕国公耶律孝杰（张孝杰）为之作叙。法悟署名中京报恩寺崇禄大夫、守司空、诠圆通法大师、赐紫臣沙门法悟。